# Cryptoblepharus boutonii
Cryptoblepharus boutonii là một loài thằn lằn trong họ Scincidae. Loài này được Des Jardin mô tả khoa học đầu tiên năm 1831.